# درگاه حاجی علی
درگاه حاجی علی آرامگاه یکی از بزرگان پیران طریقت تصوف، مسجد و زیارتگاه مسلمانان هند در کلان شهر بمبئی است. این آرامگاه در میان آب دریا قرار گرفته و فقط یک راه ورودی به آرامگاه وجود دارد، راه پیاده رو است و به اندازهٔ ۳ متر پهنا دارد، طول مسیر این راه از ابتدای درگاه تا «ساحل ورلی» حدود یک کیلومتر است. «درگاه حاجی علی» در شمال غربی شهر بمبئی واقع شده‌است.

## درون محوطهٔ بارگاه
این آرامگاه شامل ۴ مقبره است، همچنین مسجدی در قسمت شمالی محوطهٔ آرامگاه وجود دارد که در حدود ۲۵ نمازگزار در آن جا می‌گیرد. در طبقهٔ بالای مسجد استراحتگاهی است که شامل ۱۰ اتاق بوده و مسافرانی که از راه دور به زیارت آرامگاه می‌آیند در آن اتاق‌ها اسکان می‌گیرند. در ورودی آرامگاه شبیه به در ورودی مسجد است و سر در مخصوص ورودی آن داری ۳ منارهٔ کوچک است. چهار طرف محوطهٔ این بنا را آب دریا را احاطه نموده‌است.
این ساختمان در سال ۱۴۳۱م بنا شده و در ساحل ورلی شهر بمبئی واقع است. به طور معمول بیش از ۴۰۰۰۰ زائر در روزهای پنجشنبه و جمعه از این درگاه بازدید می‌کنند.